# Pertoltice pod Ralskem
Pertoltice pod Ralskem település Csehországban, Česká Lípa-i járásban. Pertoltice pod Ralskem Zákupy, Mimoň, Noviny pod Ralskem, Bohatice és Brniště településekkel határos. Lakosainak száma 435 fő (2024. január 1.).

## Népesség
A település lakosságának változását az alábbi diagram mutatja:
| Lakosok száma | 713  | 737  | 782  | 534  | 389  | 368  | 391  | 399  | 417  | 435  |
|               | 1869 | 1900 | 1921 | 1961 | 1980 | 2011 | 2016 | 2019 | 2021 | 2024 |